# Jesper Swedenborg (militär)
Jesper Swedenborg, född 1694 (döpt 2 september) i Uppsala, död 4 maj 1771 på Stavskullen i Borgunda socken, var en svensk militär.
Jesper Swedenborg var son till Jesper Swedberg och bror till Emanuel Swedenborg. I yngre dagar syns han ha varit en vildhjärna och saknat studiehåg, och sändes av sin far biskopen 1710 till den svenska armén i Pommern, där han blev sergeant vid Södermanlands regemente och 1712 fänrik vid Jönköpings regemente. Han tog 1713 avsked och sändes av fadern till England för att lära sig sjömansyrket. Då han vantrivdes här, sände fadern, som var eforus över svenska församlingarna i Nordamerika honom till Nya Sverige, där han drog sig fram under svårigheter. Fem år var han skollärare i Racoon, där det första svenska skolhuset uppbyggts. Därefter for han som sjöman till Västindien. 1724 kallade fadern hem honom och tilldelade honom sitt pastorat Skarke. Han förefaller även ha utnämnts till löjtnant. Från 1730 ägde han Brandstorp i Hällestads socken, Västergötland, och från 1763 Stavskullen i Borgunda socken. Sina rika erfarenheter av svenskamerikanerna, indianer och svarta slavar delgav Swedenborg efter hemkomsten sin far. 1724 utgav han en översättning av en 1664 tryckt tysk bok, Then sidste basun öfwer Tyskland til att upwecka verlden...  av okänd författare, och försåg den med ett långt förord, som dock saknade samband med den översatta texten. I förordet rekommenderade Swedenborg uppptagandet av kollekt i rikets all kyrkor, avsedd att användas för understöd åt svenskarna i Amerika, och gjorde sig även till talesman för bildandet av ett missionssällskap i Sverige, för att verka för evangeliets spridande i främmande länder. Troligen var fadern med vid utarbetandet av förordet.